# Vernate (Italia)
Vernate (Vernàa in dialetto milanese) è un comune italiano di 3 428 abitanti della città metropolitana di Milano in Lombardia.

## Storia
Il territorio, agricolo a memoria d'uomo, è di civilizzazione antica. Il centro del paese è infatti situato sulla linea di un antico decumano di un accampamento romano.

### Simboli
Nello stemma, che appare privo di formale decreto di concessione, è inserita la figura di un ontano, con riferimento al nome del comune, poiché anticamente, in lingua celtica, questo albero veniva designato con il nome di verna. Il leone azzurro proviene dal blasone della famiglia Ferrari di Milano (spaccato: nel 1º d'oro, all'aquila di nero, coronata del campo; nel 2º d'argento, al leone d'azzurro), che furono feudatari del paese dal 1538.
Il gonfalone è un drappo di azzurro.

## Monumenti e luoghi d'interesse

### Architetture religiose

#### Chiesa parrocchiale di Santa Maria Nascente
Questa chiesa posta nella frazione di Moncucco è una delle chiese principali del comune.
L'interno semplice a tre navate ha la lunghezza di 25 metri e una larghezza di 10 metri, per queste dimensioni è la chiesa più grande di Vernate.
La chiesa originale era di piccole dimensioni e venne chiusa. Negli anni del primo '900 la chiesa venne riedificata come la vediamo oggi. Il campanile alto 29 metri (30 con croce) singolare perché è posto sopra la facciata della chiesa, possiede un concerto di 6 campane in Fa3 più altre 2 campane antiche per un totale di 8. Le 6 campane del concerto sono del 1989 della Capanni, le due antiche invece: la più antica è del 1676, l'altra è del 1747 di Bartolomeo Bozzi

#### Sant'Eufemia
La chiesa di Sant'Eufemia in Vernate, documentata già dall'XI secolo, divenuta parrocchia nel '600, ha oggi perduto gran parte degli affreschi che la decoravano negli interni, conservando invece intatta la struttura originaria. Il campanile possiede un concerto di 3 campane in Lab3.
Questa chiesa appartiene dal 1986 alla Parrocchia di Pasturago.

#### Chiesa del Mulino Vecchio

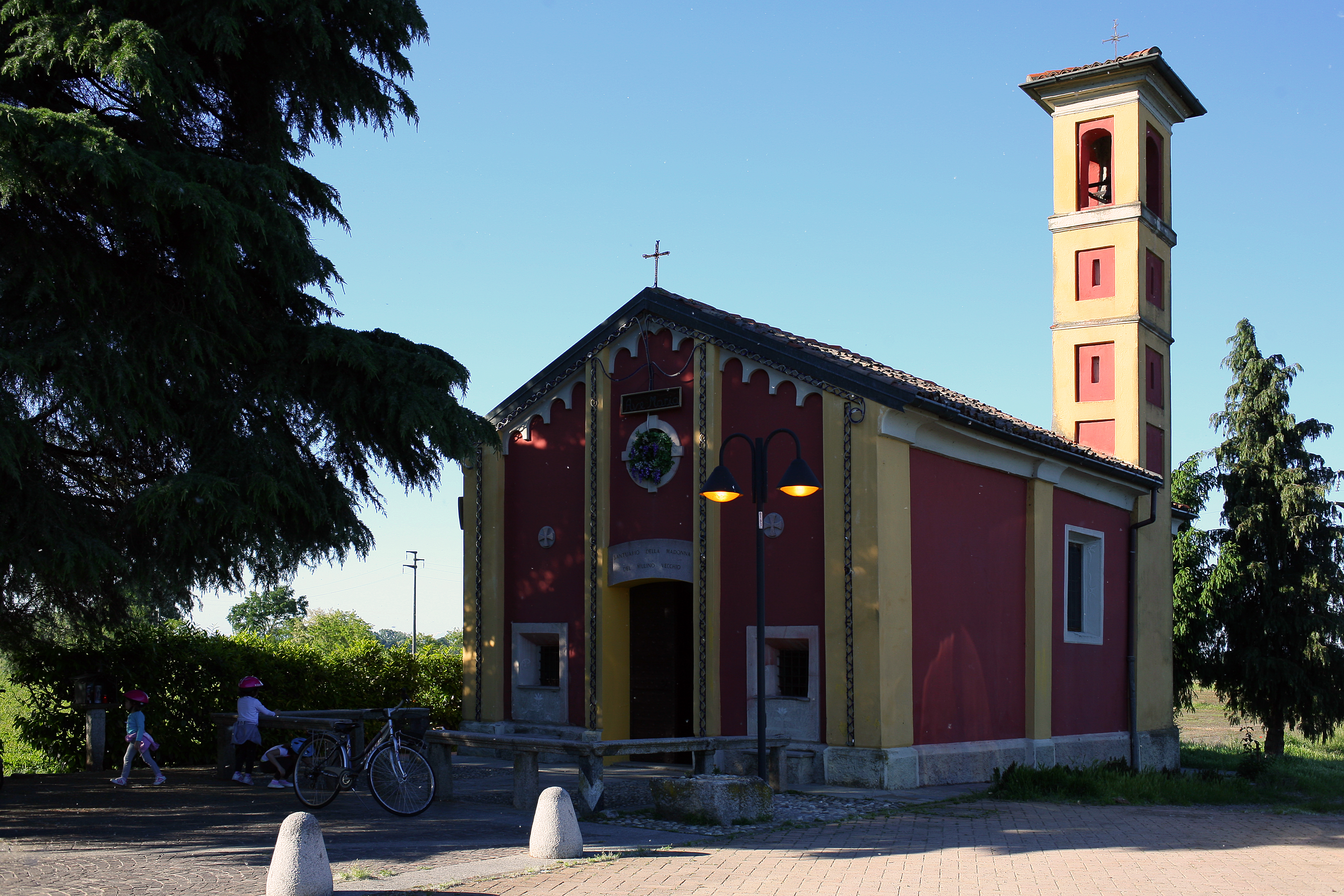
Vista del Santuario

Nella campagna per Moncucco, la frazione più lontana dal centro del paese, la strada per Pavia porta ad incontrare la Chiesa del Mulino Vecchio. Costruita nel '500 per riparare un'immagine miracolosa, appare oggi, dopo un lungo ed attento restauro, restaurata ed intonacata con colori vivaci. Ben diversa è invece la sorte del nuovo mulino a Moncucco, in evidente stato di degrado.

#### Oratorio del Santissimo Crocifisso
Edificato in località Coazzano, non distante dal castello visconteo, l'Oratorio del Santissimo Crocifisso fu edificato nel 1357 per volere di Bianca di Savoia quando ricevette le terre circostanti in dono dal marito Galeazzo II Visconti.

### Castello di Coazzano
Nella frazione di Coazzano, è conservato il più importante monumento di Vernate, un castello rurale visconteo edificato a metà del XIV secolo ed adattato poi a convento delle Clarisse di Pavia, oggi in uso come azienda agricola.

## Società

### Evoluzione demografica
- 168 nel 1751
- 360 nel 1805
- annessione a Moncucco nel 1809
- annessione a Casorate Primo nel 1811
- 530 nel 1853
- 545 nel 1861
- 1 870 nel 1871 dopo annessione di Moncucco Vecchio, Pasturago e Coazzano

Abitanti censiti

### Etnie e minoranze straniere
Secondo i dati ISTAT al 31 dicembre 2009 la popolazione straniera residente era di 161 persone. Le nazionalità maggiormente rappresentate in base alla loro percentuale sul totale della popolazione residente erano:
- Romania 50 1,58%

## Geografia antropica
Secondo l'ISTAT, il territorio comunale comprende il centro abitato di Vernate, le frazioni di Coazzano, Merlate, Moncucco e Pasturago, e le località di Cascina Mogna, Cascina Morivione e San Giuseppe.

## Amministrazione
| Periodo | Periodo   | Primo cittadino   | Partito                           | Carica      | Note |
| ------- | --------- | ----------------- | --------------------------------- | ----------- | ---- |
| 1987    | 1990      | Giovanni Spadini  | Partito Comunista Italiano        | Sindaco     |      |
| 1990    | 1993      | Giovanni Spadini  | Partito Comunista Italiano        | Sindaco     |      |
| 1993    | 1993      | Vittorio Giordano |                                   | Comm. pref. |      |
| 1993    | 1997      | Carlo Rapetti     | Lista civica Comitato per Vernate | Sindaco     |      |
| 1997    | 2002      | Carlo Rapetti     | Lista civica Comitato per Vernate | Sindaco     |      |
| 2002    | 2007      | Antonio Moroni    | Lista civica Comitato per Vernate | Sindaco     |      |
| 2007    | 2012      | Antonio Moroni    | Lista civica Comitato per Vernate | Sindaco     |      |
| 2012    | 2017      | Carmela Manduca   | Lista civica Comitato per Vernate | Sindaco     |      |
| 2017    | 2022      | Carmela Manduca   | Lista civica Comitato per Vernate | Sindaco     |      |
| 2022    | in carica | Carmela Manduca   | Lista civica Comitato per Vernate | Sindaco     |      |